# Seznam brazilských letadlových lodí
Seznam brazilských letadlových lodí zahrnuje všechny letadlové lodě, které sloužily nebo slouží u Brazilského námořnictva.

## Seznam lodí
| Název lodě         | Obrázek | Typ                       | Třída      | Zahájení stavby    | Spuštění na vodu  | Uvedení do služby  | Status         |
| ------------------ | ------- | ------------------------- | ---------- | ------------------ | ----------------- | ------------------ | -------------- |
| São Paulo (A12)    |         | Letadlová loď             | Clemenceau | 15. listopadu 1957 | 18. července 1959 | 15. listopadu 2000 | vyřazena, 2018 |
| Minas Gerais (A11) |         | Lehká letadlová loď       | Colossus   | 16. listopadu 1942 | 23. února 1944    | 6. prosince 1960   | vyřazena, 2001 |
| Atlântico (A140)   |         | Vrtulníková výsadková loď | -          | 30. května 1994    | 11. října 1995    | 30. září 1998      | aktivní (2022) |